# Nagy aknásfutó
A nagy aknásfutó (Acinopus ammophilus) a rovarok (Insecta) osztályába a bogarak (Coleoptera) rendjébe és a futrinkafélék (Carabidae) családjába tartozó faj. Hazánkban védett, pénzben kifejezett természetvédelmi értéke: 10 000 Ft. Latin nevében a specificus (faji) név "ammophilus" görög eredetű szóösszetétel, mely az Ammos (ἄμμος), jelentése homok, és Phillia (ϕιλος), jelentése kedvelő, szavakból tevődik össze. Hajdani régies hangzású, mára feledésbe merült magyar neve "vaskos szömörtop".

## Előfordulása
A Földközi-tenger mellékén honos, kelet felé Türkmenisztánig tart elterjedési területe. Közép-Európában csak hazánkban fordul elő, hozzánk legközelebb a szerbiai Deliblát homokbuckásaiban él. A száraz vidékek, többnyire a csaknem növényzetmentes homokpuszták lakója. A nagy aknásfutrinkát Magyarország számos pontjáról ismerjük, ám az észlelések zöme régi keletű. Előfordulása jelenleg csak Dabas, Tatárszentgyörgy és Táborfalva térségében vehető bizonyosra.

## Megjelenése
20-28 milliméter nagyságú szénfekete színű.

## Életmódja
Mintegy 30 cm hosszúságú járatot ás, amelyben napközben tartózkodik, táplálkozni éjszaka jár. Herman Ottó figyelte meg először, hogy ez a különös életmódú futóbogár nem ragadozó életmódot folytat, mint ahogy azt sokáig gondolták. A nagy aknásfutrinka az apró lucerna (Medicago minima) magjával táplálkozik. A kiürült, tüskés terméseket eltávolítja az aknából, s ezek a bejárat előtt fölhalmozódnak. Az állat nyáron aktív, az első frissen kelt példányok június végén jelennek meg, az őszi fagyok beálltával tömeges pusztulását is megfigyelték már.